# Кучеренков, Валентин Викторович
Валентин Викторович Кучеренков (13 июля 1929 — 18 июля 1992) — советский хоккеист, вратарь.

## Биография
Воспитанник хоккейной секции Стадиона юных пионеров (Москва). В молодости, помимо хоккея с шайбой, играл в хоккей с мячом.
В сезоне 1951/52 выступал в высшей лиге за московское «Динамо», в следующем сезоне — за свердловских одноклубников. В 1953 году вернулся в Москву и два сезона выступал за клубную команду московского «Спартака» в соревнованиях КФК, а с 1955 года играл за основной состав «красно-белых» в высшей лиге.
Скончался 18 июля 1992 года на 64-м году жизни.